# جان بودريار
جان بودريار (وُلد في 27 يوليو 1929 – توفي في 6 مارس 2007) (بالفرنسية: Jean Baudrillard)‏ (مواليد 27 يوليو 1929 - 6 مارس 2007) هو فيلسوف فرنسي وعالم اجتماع وعالم اجتماع ثقافي. يُشتهر بتحليلاته المتعلقة بوسائط الاتصال والثقافة المعاصرة والاتصالات التكنولوجية، بالإضافة إلى استنباطه مبادئ مثل المحاكاة والواقع المفرط. كتب بودريار عن مواضيع متنوعة، كالنزعة الاستهلاكية والأدوار الجندرية والاقتصاد والتاريخ الاجتماعي والفن والسياسية الخارجية الغربية والثقافة الشعبية. من أكثر أعماله شهرة نجد الإغراء (1987) وأمريكا (1986) وحرب الخليج لم تحصل (1991). غالبًا ما تُربط أعماله بفلسفة ما بعد الحداثة وتحديدًا ما بعد البنيوية.

## حياته
وُلد بودريار في رانس الواقعة في الشمال الشرقي من فرنسا في السابع والعشرين من شهر يوليو عام 1929. عمل جداه في الزراعة وكان والده يعمل لدى الدرك (الشرطة). خلال مرحلة الثانوية في رانس، أدرك بودريار الفلسفة الباتافيزيقية (عن طريق بروفيسور الفلسفة إيمانويل بييه)، والتي يُقال أنها ضرورية لفهم أفكار بودريار اللاحقة. أصبح بودريار أول فردٍ من عائلته يدخل الجامعة، وذلك عندما انتقل إلى باريس للدراسة في السوربون. هناك، درس بودريار اللغة الألمانية والأدب، ما دفعه إلى تدريس المواد التي تعلمها في عدة مدارس ثانوية (ليسيه)، سواء كانت ضمن باريس أو خارجها، منذ عام 1960 وحتى عام 1966. أثناء أداء مهنة التدريس، بدأ بودريار نشر مراجعات أدبية وترجمة أعمال لمؤلفين مثل بيتر فايس وبرتولد بريخت وكارل ماركس وفريدريش إنجلز وفلهيلم إميل مولمان.
أثناء تدريس الألمانية، انتقل بودريار لدراسة علم الاجتماع، فأكمل في نهاية المطاف أطروحة الدكتوراه ونشرها عام 1968، والتي جاءت بعنوان نظام الحاجات تحت إشراف لجنة الأطروحات الأكاديمية المؤلفة من هنري لوفيفر ورولان بارت وبيير بورديو. وهكذا، بدأ بودريار تدريس علم الاجتماع في جامعة غرب باريس نانتير لا ديفونس، والتي كانت عبارة عن حرم جامعي خارج باريس وانخرطت بشدة في أحداث مايو عام 1968 لاحقًا. خلال تلك الفترة، عمل بودريار عن كثب مع الفيلسوف همفري دو باتِنبورغ، وهو الذي وصف بودريار بـ «الحالم». في جامعة نانتير، تبوأ بودريار منصب بروفيسور مساعد، ثم ارتقى لمنصب بروفيسور مشارك، وأصبح في نهاية المطاف بروفيسورًا عقب إكمال اعتماده.
في عام 1970، جاءت أولى زيارات بودريار إلى الولايات المتحدة (إلى أسبن بولاية كولورادو)، وفي عام 1973، زار كيوتو في اليابان لأول مرة أيضًا من أصل عدة زيارات لاحقة. حصل على أول كاميرا في حياته عام 1981 عندما كان في اليابان، وذلك ما دفعه لأن يصبح مصورًا.
في عام 1986، انتقل بودريار إلى معهد الأبحاث والمعلومات الاقتصادية الاجتماعية في جامعة باريس التاسعة دوفين، حيث أمضى هناك القسم الأخير من مسيرته التعليمية. خلال تلك الفترة، بدأ بودريار الابتعاد عن علم الاجتماع بصفته منهجًا (تحديد في شكلة «الكلاسيكي»)، وبعدما توقف عن التعليم بدوامٍ كامل، لم يعد ينتمي لأي منهج محدد، على الرغم من أنه ظل مرتبطًا بالبيئة الأكاديمية. خلال ثمانينيات وتسعينيات القرن الماضي، استطاع بودريار كسب جمهورٍ عريض، وفي أعوامه الأخيرة أصبح من المثقفين المشاهير إلى حد ما، وكان غالبًا ما ينشر في الصحف الرائجة بالإنجليزية والفرنسية. استمر على أي حال بدعم معهد أبحاث الابتكار الاجتماعي في المركز الوطني للأبحاث العلمية. درّس بودريار في مدرسة الخريجين الأوروبية الواقعة في ساس–فيي في سويسرا، وتعاون مع مجلة Ctheory الكندية المختصة بالمراجعات الفكرية والثقافية والتكنولوجية، حيث استُشهد بأفكاره ضمن المجلة بشكل كبير. شارك أيضًا في الجريدة الدولية لدراسات بودريار منذ انطلاقها عام 2004 حتى وفاته.

### أعماله
- نظام الأشياء The System of Objects  (1968)
- مجتمع الاستهلاك: الأساطير والبنى The Consumer Society: Myths and Structures (1970)
- For a Critique of the Political Economy of the Sign (1973)
- مرآة الإنتاج The Mirror of Production  (1973)
- التبديل الرمزي والموت Symbolic Exchange and Death (1976)
- انسى فوكو Forget Foucault (1977)
- إغراء (1979)
- سيمولكارا والمحاكاة Simulacra and Simulation (1981)
- في ظلال الأغلبية الصامتة In the Shadow of the Silent Majorities (1982)
- استراتيجيات قاتلة Fatal Strategies (1983)
- أمريكا (1986)
- ذكريات جميلة Cool Memories (1987)
- The Ecstasy of Communication (1987)
- The Transparency of Evil (1990)
- حرب الخليج لم تحدث (1991)
- وهم النهاية The Illusion of the End (1992)
- الجريمة الكاملة (1995)
- Paroxysm: Interviews with Philippe Petit (1998)
- Impossible Exchange (1999)
- كلمات السر (2000)
- العناصر المفردة للعمارة (2000)
- Au royaume des aveugles (2002)
- روح الإرهاب: وسقوط البرجين التوأمين (2002)
- Fragments (interviews with François L'Yvonnet) (2003)
- The Intelligence of Evil or the Lucidity Pact (2004)
- مؤامرة الفن (2005)
- Les exilés du dialogue, Jean Baudrillard and Enrique Valiente Noailles (2005)

## الأفكار الأساسية
برزت أعمال بودريار المنشورة كجزءٍ من أعمال جيل من المفكرين الفرنسيين من ضمنهم: جيل دولوز، وجان فرانسوا ليوتار، وميشال فوكو، وجاك دريدا، وجاك لاكان والذين اشتركوا جميعاً باهتمامهم بالسيميائية أو ما يعرف بعلم العلامات، ويُنظر إليه عادة على أنه جزءٌ من مدرسة ما بعد البنيوية الفلسفية. وعلى نحو مشترك مع العديد من أنصار ما بعد البنيوية، تستند حججه بشكل ثابت على أنه لا يمكن فهم الدلالة والمعنى إلا من خلال فهم ترابط كلماتٍ أو إشارات معينة. اعتقد بودريار، كما يعتقد الكثير من أنصار ما بعد البنيوية، بظهور المعنى من خلال نظامٍ من العلامات التي تعمل سوية. وعلى خطى البنيوي اللغوي فيرديناند دو سوسور، بيّن بودريار أن المعنى (القيمة) يُخلق من الاختلاف من خلال كون الشيء ذاته لأنه لا يشكّل شيئًا آخر (لذا يعني الكلب كلباً لأنه ليس قطة، وليس ماعزاً، وليس شجرة، إلخ.)، في الواقع، كان ينظر إلى المعنى على أنه شبه مرجعية ذاتية كافية: حيث تقع كل من الأشياء وصور الأشياء والكلمات والعلامات في شبكة من المعنى: يُفهم معنى شيء معين من خلال علاقته بمعاني أشياء أخرى؛ فعلى سبيل المثال، هيبة شيء ما تتعلق برتابة شيء آخر.
انطلاقاً من هذه الفكرة، نظّر بودريار حول المجتمع الإنساني بشكلٍ واسع استناداً لهذا النوع من المرجعية الذاتية. تصور كتاباته المجتمعات على أنها دائمة البحث عن إحساس بالمعنى -أو عن فهم «شامل» للعالم- والذي يبقى خدّاعاً على الدوام. على العكس من ما بعد البنيوية (مثل ميشال فوكو)، والذي يؤمن بأن تكوّن المعرفة يحصل فقط نتيجة لعلاقات القوة، طور بودريار نظريات تشير إلى أن البحث المضني وغير المجدي عن المعرفة الشاملة يقود بشكلٍ شبه مؤكد إلى نوع من الوهم. قد يحاول الشخص (البشر) فهم الشيء (اللابشري)، إلا أنه بسبب عدم إمكانية فهم الشيء إلا من خلال ما يمثله (وبسبب شمول عملية التمثيل لشبكة من العلامات الأخرى التي يُمكن تمييزها من خلالها) لا يحصل على النتائج المرجوة. بدلاً من ذلك، يُغوى الشخص من قبل الشيء. لذا توصل -وفي تحليل نهائي- إلى عدم إمكانية فهم التفصيلات الدقيقة لحياة البشر، وعندما يُغوى البشر للظن عكس ذلك فإنهم يُقادون إلى نسخة زائفة من الواقع، أو حالة من «فرط الواقع» كما يطلق عليها باستخدام إحدى عباراته المستحدثة.
وفقاً لهذا، أشار بودريار إلى أن العلامات والمعاني المفرطة المستعملة في المجتمع العالمي في أواخر القرن العشرين، تسببت (وبشكل متناقض) في طمس الواقع. لا يُصدق بالمثاليات الليبرالية ولا الماركسية في هذا العالم بعد الآن. نحن لا نعيش في قرية عالمية كما يقول مارشال ماكلوهان، بل نعيش في عالم يصاب بالذعر حتى لأصغر الأحداث. ولأن العالم الشامل يعمل بمستوى تبادل الإشارات والسلع، أصبح معمياً للأفعال الرمزية كالإرهاب على سبيل المثال. يُرى عمل بودريار في مملكة الرموز (والذي طور عنها وجهة نظر من خلال الأعمال الأنثروبولوجية لكل من مارسيل موس وجورج باتايل) على أنه مستقل تماماً عن ذلك المختص بالعلامات والمعاني. يُمكن تبادل العلامات كالسلع؛ بينما تعمل الرموز بشكلٍ مختلف إذ يتم تبادلها كالهدايا، وأحياناً يحصل ذلك في أجواءٍ يشوبها العنف كمهرجان البوتلاش. رأى بودريار المجتمع العالمي، وبالأخص في أعماله الأخيرة، كمجتمع خالٍ من العنصر «الرمزي».، لذا فهذا يجعل منه رمزياً (إن لم يكن عسكرياً) خالياً من أي دفاعات ضد أعمال مثل فتوى إهدار دم سلمان رشدي، أو في الواقع، ضد الهجمات الإرهابية في الحادي عشر من أيلول ضد الولايات المتحدة ومؤسساتها العسكرية والاقتصادية.

### نظام قيمة الشيء
ركز بودريار في كتبه الأولى، مثل نظام الأشياء، نقد الاقتصاد السياسي للعلامة، والمجتمع المستهلك، على الاستهلاكية، وكيف أن أشياء مختلفة تُستهلك بطرق مختلفة. كان توجه بودريار السياسي في ذلك الوقت مرتبطاً بشكل ضعيف بالماركسية (والأممية الموقفية)، لكنه في هذه الكتب، اختلف عن كارل ماركس في جانبٍ هام. بالنسبة لبودريار، وأتباع الأممية الموقفية كذلك، كان الاستهلاك هو المحرك الرئيسي للمجتمع الرأسمالي عوضاً عن الإنتاج.
وصل بودريار لهذا الاستنتاج بعد نقده لفكرة ماركس «قيمة الاستخدام». يعتقد بودريار أن أفكار كل من ماركس وآدم سميث الاقتصادية تتقبل فكرة ترابط الاحتياجات الحقيقية مع الاستعمالات الحقيقية بشكل بسيط وسهل جداً. إذ يجادل بودريار، مستنداً لجورج باتايل، بأن الاحتياجات مختلقة وليست فطرية. وأكد على أن كل المشتريات، ولأنها تشير دائماً إلى شيء اجتماعي، لها جانب من الرغبة الشديدة باقتنائها، إذ إن الأغراض، وحسب رونالد بارثس، دائماً ما «تقول شيئاً» عن مستعمليها.
كتب أن هناك أربع طرق للشيء تُمكنه من اكتساب القيمة. وهذه العمليات الأربع الصانعة للقيمة هي:
1. الأولى هي القيمة الوظيفية للشيء: غرضه الأداتي (قيمة الاستخدام). على سبيل المثال، قلم الحبر يكتب، الثلاجة تُبرد.
2. الثانية هي القيمة التبادلية للشيء: قيمته الاقتصادية. قد يساوي قلم حبر واحد قيمة ثلاثة أقلام رصاص، وقد تساوي ثلاجة واحدة قيمة راتب مُكتسب خلال ثلاثة أشهر من العمل.
3. الثالثة هي القيمة الرمزية للشيء: وهي القيمة التي يعطيها الشخص للشيء مقارنة بشخص آخر (بكلماتٍ أخرى، بين المُعطي والمُستلم). قد يرمز قلم الحبر لهدية تخرج طالب في المدرسة أو هدية متحدث حفل التخرج، أو قد ترمز ألماسة للحب الزوجي المُعلن أمام الملأ.
4. الأخيرة هي القيمة العلامية للشيء: وتعني قيمته ضمن نظامٍ من الأشياء. قد لا يُضيف قلم حبر معين أي فائدة وظيفية، إلا أنه قد يشير إلى الرقي نسبة لقلم حبرٍ آخر، قد لا توجد أي فائدة وظيفية من خاتم ألماس معين، إلا أنه قد يشير إلى قيم اجتماعية معينة، كالذوق أو المنزلة الاجتماعية.

كانت كُتب بودريار الأولى عبارةً عن محاولات لإيضاح عدم وجود ترابط بين القيم الاثنتين الأوليتين، وأنهما معطلتان من قبل القيمتين الثالثة، وبالأخص الرابعة. رفض بودريار الماركسية تماماً فيما بعد في كتابه (مرآة الإنتاج والتبادل الرمزي والموت). إلا أن التركيز على الفرق بين القيمة العلامية (والتي تشير إلى تبادل السلع) والقيمة الرمزية (والتي تشير إلى تبادل الهدايا الموسيني) بقيت في أعماله حتى مماته. في الواقع، أخذت هذه المواضيع دوراً أكبر وخاصةً في كتاباته عن الوقائع في العالم.

### الزيف والمحاكاة
نتيجة لتطور أعماله خلال ثمانينيات القرن العشرين، انتقل من الاقتصاد النظري إلى الوساطة والاتصال الجماهيري. على الرغم من محافظته على اهتمامه بالسيميائية الساسورية ومنطق التبادل الرمزي (متأثراً بعالم الأنثروبولوجيا مارسيل موس)، إلا أنه حوّل اهتمامه إلى أعمال مارشال ماكلوهان، مكوناً أفكاراً عن كيفية تقرير طبيعة العلاقات الاجتماعية بواسطة صيغ الاتصال التي يوظفها المجتمع. وبهذا، فقد تقدم بودريار لما هو أبعد من سيميائية ساسور ورولاند بارثس التقليدية ليسلط الضوء على الآثار المترتبة لنسخة مفهومة تأريخياً عن السيميائية البنيوية.
يزعم بودريار أن المحاكاة هي المرحلة الحالية من الزيف: تتألف جميعها من إشارات دون مراجع، بما يسمى بفرط الواقع. متقدمين بالتأريخ من عصر النهضة، والذي كان الزيف المسيطر عليه هو التزوير -ظهور أناس أو أشياء يبدو بأن لهم مراجع حقيقية (على سبيل المثال، ملكي، ونبيل، ومقدس، إلخ.) إلا أنها غير موجودة، بمعنى آخر، لغرض التظاهر فقط، من خلال تشويه سمعة الآخرين بأن الشخص أو الشيء لا يملكه في الحقيقة- لعصر الثورة الصناعية، والذي كان الزيف المسيطر عليه هو المُنتج، وسلسلة الإنتاج، والتي يمكن نشرها على خط إنتاجي لا نهاية له، وأخيراً لوقتنا الحالي، والذي يسيطر عليه زيف النموذج، والذي يمثل بطبيعته قابلية الاستنساخ اللامتناهي، وهو مستنسخ بحد ذاته. 

## روابط خارجية
- جان بودريار على موقع الموسوعة البريطانية (الإنجليزية)
- جان بودريار على موقع مونزينجر (الألمانية)
- جان بودريار على موقع ميوزك برينز (الإنجليزية)
- جان بودريار على موقع إن إن دي بي (الإنجليزية)